# Вестфален, Отто
Отто Вестфален (нем. Otto Westphalen; 12 марта 1920, Гамбург — 9 января 2008, Мюнхен, Германия) — немецкий офицер-подводник, обер-лейтенант (1 апреля 1943 года).

## Биография
1 июля 1939 года поступил на флот кадетом.

## Вторая мировая война
В составе экипажа учебного корабля «Силезия» участвовал в Польской кампании. Затем служил на миноносце «Кондор». 1 августа 1940 года произведен в лейтенанты.
В октябре 1940 года переведен в подводный флот. В качестве вахтенного офицера совершил 5 походов в воды Арктики на подлодке U-566.
С 16 мая 1942 по 8 февраля 1943 года командовал учебной подлодкой U-121.
18 марта 1943 года назначен командиром подлодки U-968 (Тип VII-C), на которой до конца войны совершил 7 походов (проведя в море в общей сложности 104 суток) в воды Арктики. Был одним из наиболее результативных подводников 13-й флотилии. Потопил 2 британских шлюпа «Ларк» и «Лапвинг», а также фрегат «Гудболл».
23 марта 1945 года награждён Рыцарским крестом Железного креста.
Всего за время военных действий Вестфален потопил 4 корабля общим водоизмещением 17 086 тонн и повредил 1 корабль водоизмещением 8129 тонн.
8 мая 1945 года капитулировал перед британскими войсками в Нарвике.